# Kenema (distrito)
Kenema é uma distrito da Serra Leoa localizado na província Eastern. Sua capital é a cidade de Kenema.